# Willis Carrier
Willis Haviland Carrier, född 26 november 1876 i Angola, New York, död 7 oktober 1950 i New York, var en amerikansk ingenjör, mest känd som uppfinnare av den moderna luftkonditioneringen. Carrier konstruerade den första elektriska luftkonditioneringsenheten år 1902. År 1915 grundade han Carrier Corporation, ett företag som specialiserat sig på tillverkning och distribution av värme-, ventilations- och luftkonditioneringssystem.

## Biografi
Carrier var son till Duane Williams Carrier (1836–1908) och Elizabeth R. Haviland (1845–1888). Han studerade vid Cornell University där han 1901 tog en BSE-examen.
I Buffalo, New York, den 17 juli 1902 skickade Carrier, som svar på ett luftkvalitetsproblem som upplevdes vid Sackett-Wilhelms Lithographing & Publishing Company i Brooklyn, in ritningar på vad som skulle bli erkänt som världens första moderna luftkonditioneringssystem. Installationen som gjordes 1902 markerade luftkonditioneringens födelse på grund av tillägget av luftfuktighetskontroll, vilket ledde till att de tekniska myndigheterna bestämde att luftkonditionering måste utföra fyra grundläggande funktioner:
1. reglera temperatur,
2. kontrollera luftfuktighet,
3. kontrollera luftcirkulation och ventilation,
4. filtrera luften.

Efter flera år av utveckling och fältprovning, beviljades Carrier den 2 januari 1906, det amerikanska patentet 808 877 för en apparat för behandling av luft, världens första luftkonditioneringsutrustning av spraytyp. Den var utformad för att befukta eller avfukta luft, värma vatten för den första funktionen och kyla den för den andra.

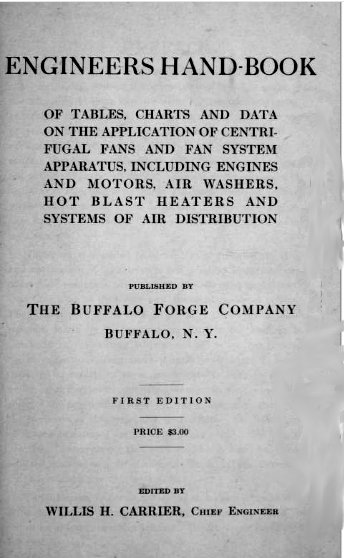
Engineers Hand-book, redigerad av Carrier på Buffalo Forge Co. 1914

År 1906 upptäckte Carrier att "konstant daggpunktsdepression gav praktiskt taget konstant relativ fuktighet", vilket senare blev känt bland luftkonditioneringsingenjörer som "lagen för konstant daggpunktsdepression." På denna upptäckt baserade han konstruktionen av ett automatiskt kontrollsystem, för vilket han lämnade in ett patentkrav den 17 maj 1907. US Patent 1.085.971 utfärdades den 3 februari 1914.
Den 3 december 1911 presenterade Carrier vad som kanske är det viktigaste dokumentet som någonsin har utarbetats om luftkonditionering - Rational Psychrometric Formulas - vid det årliga mötet för American Society of Mechanical Engineers (ASME). Det blev känt som "Magna Carta of Psychrometrics." Detta dokument kopplade samman begreppen relativ luftfuktighet, absolut fuktighet och daggpunktstemperatur, vilket gör det möjligt att utforma luftkonditioneringssystem så att de exakt uppfyller kraven.
I början av första världskriget i slutet av 1914 beslutade Buffalo Forge Company, där Carrier hade varit anställd i 12 år, att begränsa sin verksamhet helt till tillverkning. Resultatet blev att sju unga ingenjörer lämnade företaget och bildade Carrier Engineering Corporation i New York den 26 juni 1915. 

### Stora depressionen och därefter
Trots utvecklingen av den centrifugala kylmaskinen och den kommersiella tillväxten av luftkonditionering för kylning av byggnader på 1920-talet, fick företaget ekonomiska svårigheter, liksom många andra, till följd av Wall Street-kraschen i oktober 1929. Detta ledde till att Carrier Engineering Corp 1930 fusionerades med Brunswick-Kroeschell Company and York Heat & Ventilating Corporation för att bilda Carrier Corporation, med Carrier som styrelsens ordförande.
Den stora depressionen bromsade bostads- och kommersiell användning av luftkonditionering. Företaget fördelades över fyra städer i New Jersey och Pennsylvania tills Carrier konsoliderade och flyttade det till Syracuse, New York, 1937. Företaget blev då en av de största arbetsgivarna i centrala New York .
Carriers iglo gav under handelsmässan 1939 i New York besökarna en inblick i luftkonditioneringens framtid, men innan den kom ut på marknaden började andra världskriget. Under efterkrigstidens ekonomiska boom på 1950-talet började luftkonditioneringen sin enorma tillväxt i popularitet. Idag är luftkonditionering och VVS basutrustning i många amerikanska hem. Carrier Corporation är idag världsledande inom VVS och kylning av kommersiella lokaler och bostäder. År 2018 omsatte Carrier Corporation 18,6 miljarder dollar och sysselsatte 53 000 personer.

## Hedersbetygelser
För sina bidrag till vetenskap och industri tilldelades Carrier en teknisk doktorsgrad av Lehigh University 1935 och blev hedersdoktor vid Alfred (NY) University 1942. Han tilldelades Frank P. Brown-medaljen 1942 och infördes postumt i National Inventors Hall of Fame (1985) och Buffalo Science Museum Hall of Fame (2008).